# Coefficiente di ripartizione (chimica)
In chimica e nelle scienze farmaceutiche, il coefficiente di ripartizione (o coefficiente di distribuzione) rappresenta il rapporto tra le concentrazioni di un composto all'interno delle due fasi di una miscela di due liquidi immiscibili all'equilibrio.
La IUPAC considera obsoleto il termine "coefficiente di ripartizione" raccomandando l'utilizzo di altri termini quali "costante di ripartizione", "rapporto di ripartizione", "rapporto di distribuzione".

## Descrizione
L'importanza di questo coefficiente consiste nell'indicazione del livello di idrofilia o idrofobia di una sostanza chimica, a tal proposito si è convenuto di utilizzare come miscela quella formata dall'ottanolo (composto idrofobo) e dall'acqua, indicando il coefficiente di ripartizione come POW (o KOW). In termini pratici questo coefficiente viene comunemente indicato su scala logaritmica in base 10, ovvero come log POW. Si perviene quindi alla seguente espressione matematica:
{\displaystyle \log \ P_{\rm {ow}}=\log {\Bigg (}{\frac {{\big [}{\rm {{soluto}{\big ]}_{\rm {ottanolo}}}}}{{\big [}{\rm {{soluto}{\big ]}_{\rm {acqua}}}}}}{\Bigg )}}
che descrive il logaritmo del rapporto tra la concentrazione del soluto nella fase alcolica e quella nella fase acquosa. 
I valori assunti da log POW sono tipicamente negativi per sostanze ad alto carattere idrofilo, mentre sono positivi e via via crescenti all'aumentare del carattere idrofobo.

## Metodi di misurazione

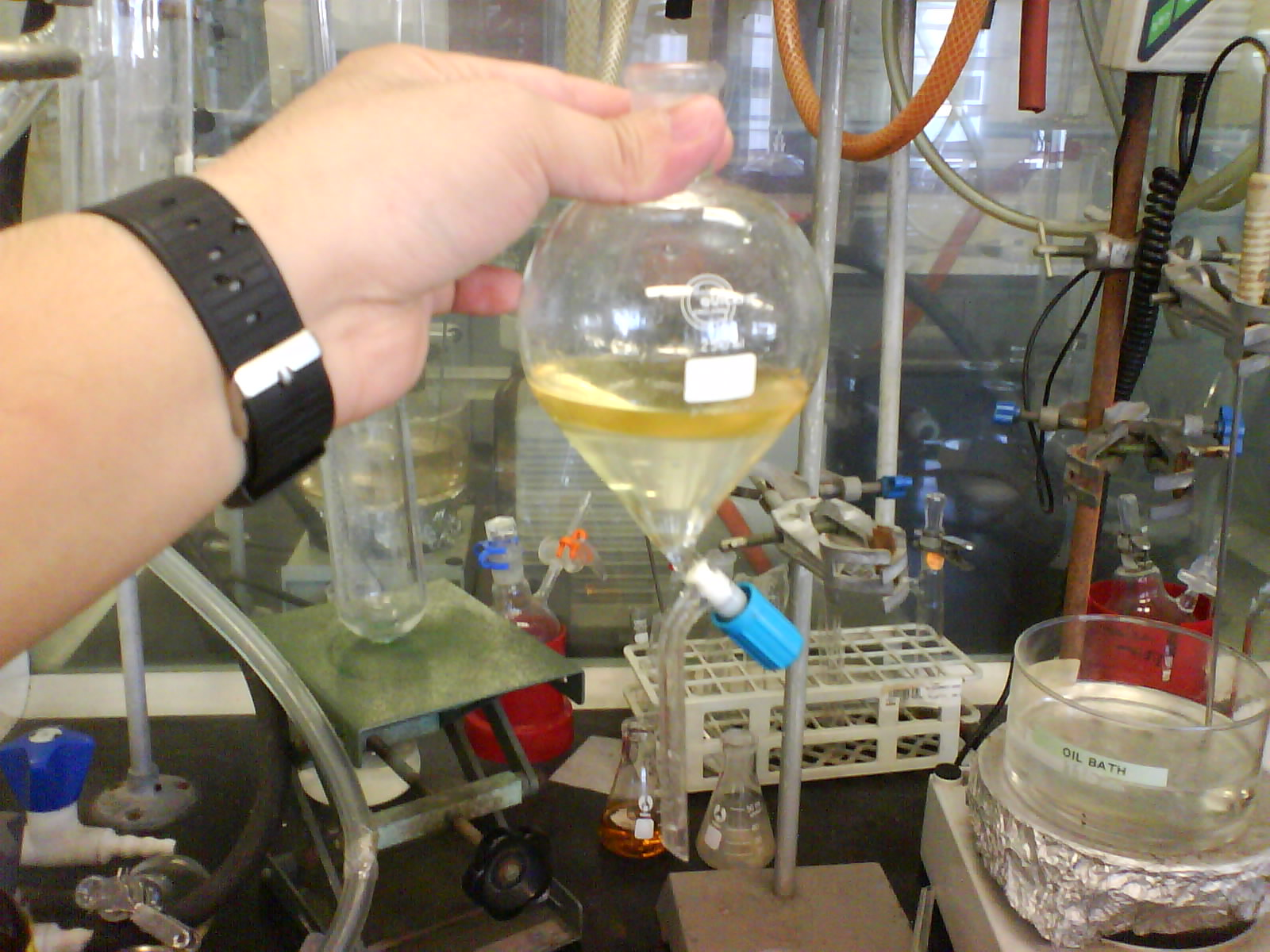
Estrazione con imbuto separatore in cui è possibile distinguere la fase idrofoba (in alto) dalla fase idrofila (in basso)

Il metodo classico e più affidabile per ricavare log POW consiste nel dissolvere la sostanza in un dato volume di acqua e ottanolo procedendo ad agitare e infine a far separare le due fasi con l'ausilio di un imbuto separatore. La concentrazione di sostanza presente in ciascuna delle due fasi viene quindi determinata tramite spettroscopia UV/VS o con altri metodi meno comuni.
Un altro metodo più veloce per ricavare il coefficiente di ripartizione consiste nell'utilizzo della cromatografia liquida ad alta prestazione (HPLC), tramite la correlazione del tempo di ritenzione con composti che possiedono valori noti di log POW. Sono stati utilizzati anche dei metodi elettrochimici che usano interfacce polarizzate per studiare la termodinamica e cinetica del trasferimento delle specie cariche da una fase all'altra.
Esistono infine dei metodi teorici per il calcolo di log POW che usano algoritmi QSPR basati su parametri molecolari strutturali e sul data mining.

## Principali utilizzi
Il carattere idrofilo o idrofobo di una sostanza assume importanza per capire in quali compartimenti si distribuisce preferenzialmente un farmaco all'interno dell'organismo, con i farmaci dal carattere idrofobo che si distribuiscono preferenzialmente all'interno del doppio strato lipidico delle cellule mentre quelli più idrofili preferiscono il plasma sanguigno. Si hanno anche importanti implicazioni farmacodinamiche.
Inoltre dal coefficiente di ripartizione di una sostanza chimica potenzialmente inquinante è possibile teorizzare, sempre in base al suo carattere idrofilo o idrofobo, il livello di pericolosità relativo alla sua diffusione nei corsi d'acqua o all'assunzione da parte di altre specie animali con rischio di bioaccumulo.
Il Kow può anche essere usato in cromatografia per prevedere in una miscela di composti chimici quali avranno tempi di ritenzione maggiori, direttamente correlati all'affinità degli stessi con fase stazionaria e fase mobile.